# Węgliniec (gmina)
Węgliniec – gmina miejsko-wiejska w Polsce w województwie dolnośląskim, w powiecie zgorzeleckim. W latach 1975–1998 gmina administracyjnie należała do województwa jeleniogórskiego.
Siedziba gminy to Węgliniec.
Według danych z 30 czerwca 2004 gminę zamieszkiwało 8845 osób. Natomiast według danych z 31 grudnia 2017 roku gminę zamieszkiwały 8402 osoby.
Według danych z 30 czerwca 2020 roku gminę zamieszkiwały 8233 osoby.

## Struktura powierzchni
Według danych z roku 2002 gmina Węgliniec ma obszar 338,44 km², w tym:
- użytki rolne: 9%
- użytki leśne: 82% (Bory Dolnośląskie)

Gmina stanowi 40,38% powierzchni powiatu.

## Demografia

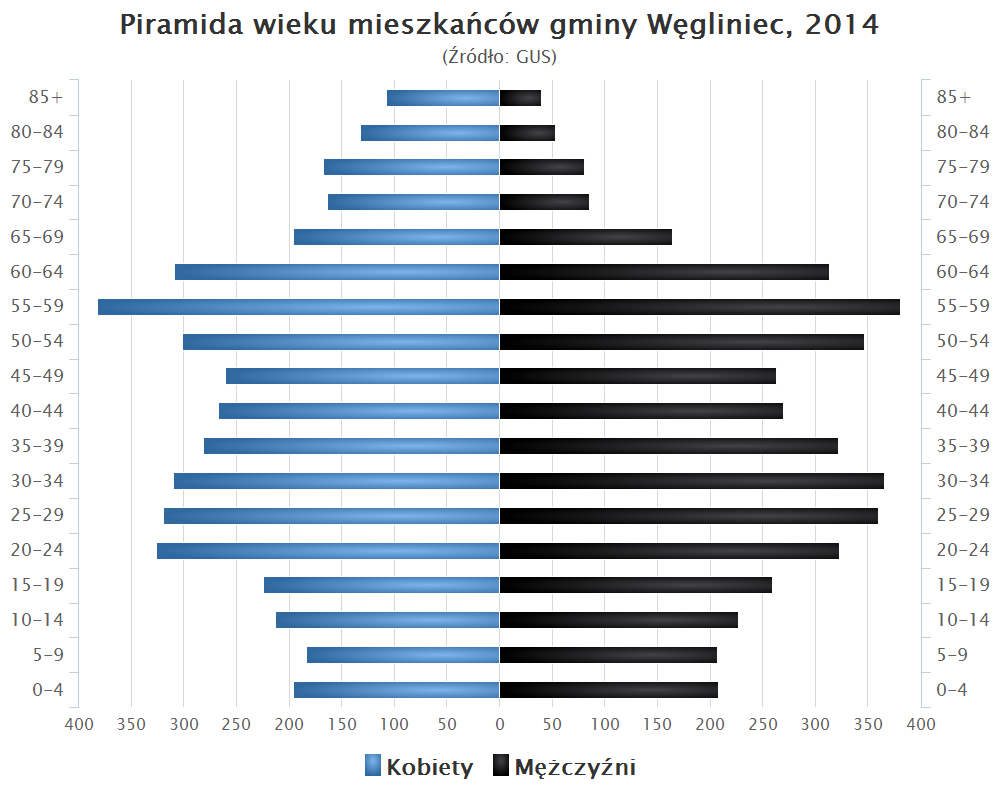
Piramida wieku mieszkańców gminy Węgliniec w 2014 roku

Dane z 30 czerwca 2004:
| Opis                              | Ogółem | Ogółem | Kobiety | Kobiety | Mężczyźni | Mężczyźni |
| --------------------------------- | ------ | ------ | ------- | ------- | --------- | --------- |
| jednostka                         | osób   | %      | osób    | %       | osób      | %         |
| populacja                         | 8845   | 100    | 4473    | 50,6    | 4372      | 49,4      |
| gęstość zaludnienia (mieszk./km²) | 26,1   | 26,1   | 13,2    | 13,2    | 12,9      | 12,9      |

## Ochrona przyrody
Na obszarze gminy znajdują się następujące rezerwaty przyrody:
- rezerwat przyrody Torfowisko pod Węglińcem – chroni torfowisko przejściowe z pierwotną roślinnością oraz reliktowym stanowiskiem sosny błotnej;
- rezerwat przyrody Wrzosiec koło Piasecznej – chroni unikalne torfowiska w Borach Dolnośląskich, z kresowym stanowiskiem mszaru wrzościowego oraz gatunkami roślin chronionych, rzadkich i zagrożonych wyginięciem.

## Miejscowości
Czerwona Woda, Jagodzin, Kościelna Wieś, Okrąglica, Piaseczna, Polana, Ruszów, Stary Węgliniec, Zielonka, Węgliniec

## Sąsiednie gminy
Gozdnica, Iłowa, Nowogrodziec, Osiecznica, Pieńsk, Przewóz